# Can Massot (Juià)
Can Massot és una obra de Juià (Gironès) inclosa a l'Inventari del Patrimoni Arquitectònic de Catalunya.

## Descripció
És un edifici de tres plantes i cobert amb teulada a dues vessants. La planta i el primer pis estan dividits en tres crugies, dues cobertes amb volta. El portal és dovellat amb escut a la clau. Hi ha tres finestres renaixentistes amb trencaaigües, les més grosses tenen esculpits dos caps, d'un home vell i un home jove, i les del tercer pis tenen la llinda decorada. Al costat esquerre hi ha adossat un cos d'arcades de rajola. El parament és arrebossat.
La clau del portal té gravada la data de 1587 i la construcció no ha sofert reformes importants.